# Giuli Alasania

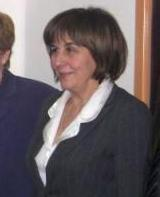
Giuli Alasania

Giuli Givievna Alasania (tiếng Gruzia: გიული გივის ასული ალასანია, [ɡiˈuli ˈgivis ɑˈsuli ɑlɑˈsɑnijɑ], tiếng Nga: Гиули Гивиевна Аласания) sinh ngày 11 tháng 11 năm 1946 tại Tbilisi) là một nhà sử học và nhân vật công chúng người Georgia. Bà tốt nghiệp Khoa Đông phương học của Đại học bang Tbilisi (1969) và nhận bằng Tiến sĩ năm 1973. Năm 1987, bà nhận bằng Tiến sĩ Khoa học Lịch sử.
Bà là mẹ của tổng thống thứ ba của Georgia, Mikheil Saakashvili.
Bà từng là trưởng Khoa Nghiên cứu Nguồn, Viện Lịch sử và Dân tộc học Javakhishvili (1989–2006), Giáo sư Đại học bang Tbilisi (từ 1990), Phó Hiệu trưởng Đại học Biển Đen Quốc tế (2000–2014), và người sáng lập và Chủ tịch Đại học Georgia (từ năm 2004).
Bà cũng từng là giám đốc Nghiên cứu tại Đại học Hoa Kỳ, Trung tâm Tội phạm Xuyên Quốc gia và Tham nhũng (2005–2008), nghiên cứu sinh tại Đại học Mississippi (1996), nghiên cứu sinh tại Đại học Maryland, College Park thuộc Trung tâm Phát triển Quốc tế và Quản lý Xung đột (1996–1996), nghiên cứu sinh tại Đại học Trung Âu (CEU) (2000), hỗ trợ chương trình Nguyên tắc trường học (Đối tác trong Giáo dục), tổ chức bởi ACTR/ACCELS, Washington DC Bozeman (Montana) (2003).
Các ấn phẩm của bà bao gồm 130 bài báo và 10 chuyên khảo trong các lĩnh vực nghiên cứu nguồn gốc của lịch sử Georgia và Kavkaz, lịch sử Trung Đông, lịch sử của người Thổ Nhĩ Kỳ và Thổ Nhĩ Kỳ, quan hệ của người Gruzia và người Thổ Nhĩ Kỳ, lịch sử văn hóa Gruzia và tự dân tộc-sự quyết tâm.
Bà là thành viên Ủy ban Nguồn Lịch sử Georgia của Đoàn Chủ tịch Viện Hàn lâm Khoa học Quốc gia Gruzia, thành viên ban biên tập tạp chí quốc tế Trung Á và Caucasus (Thụy Điển); thành viên hội đồng quản trị của Quỹ Romulado Del Bianco.
Bà đã tổ chức một số hội nghị quốc tế và đã tham gia các hội nghị khoa học quốc tế.

## Giải thưởng
- Giải thưởng dành cho các học giả trẻ (1980)
- Giải thưởng về đóng góp cho Nghiên cứu Thổ Nhĩ Kỳ. Xã hội ngôn ngữ Thổ Nhĩ Kỳ (2004)
- "Cánh vàng" (2007)
- Vì những đóng góp cho văn hóa Thổ Nhĩ Kỳ (2012)
- Giải I Javakhishvili của Viện Hàn lâm Khoa học Gruzia (2012)
- Huy chương của Quỹ Del Bianco (2013)